# Otto Mønsteds kogebog
Otto Mønsteds Kogebog - Mad og Kvadrater, en moderne Ernærings-og Kogebog i daglig tale blot Otto Mønsteds kogebog er en dansk kogebog fra 1939. Det er formentlig[kilde mangler] en af de første danske kogebøger med ernæringstabeller.
De første 40 sider af bogens 200 sider er rent lærebogsstof om ernæring, som angiveligt skulle sætte husmoderen i stand til at vurdere, om den mad hun lavede indeholdt næringsstoffer nok til familien. Margarineproducenten Otto Mønsted havde stor interesse for næringsstofferne i fødevarer, herunder specielt vitaminer. Han havde blandt andet oprettet et vitaminlaboratorium, som undersøgte indholdet af vitaminer i danske levnedsmidler.